# Шантаракшіта
Шантаракшіта (725 — 787) — буддійський філософ, один з перших проповідників буддизму в Тибеті. Настоятель університету-монастиря Наланда. Представник школи йогочарів.

## Внесок
Його внесок у буддистську думку має увагу через його історичну позицію як одного з пізніших індійських інтерпретаторів думки Мадх'ямака про Нагарджуну ( бл. 1-2 ст.). Це була історична позиція, яка дозволила йому розглянути багато важливих подій (як всередині, так і поза традицією Мадх'ямака), які йому передували. Головним твердженням школи Мадх’ямака є те, що всі явища є порожніми від будь-якої внутрішньої природи, незмінної сутності або абсолютного способу існування. Це також було центральною ідеєю в думках Шантаракшіти, однак він був коментатором як Нагарджуни, так і Дхармакірті однаково. Шантаракшіта намагався об’єднати антиесенціалізм Нагарджуни з логіко-епістемологічною думкою Дігнаги ( прибл. 6 ст.) і Дхармакірті ( прибл. 7 ст.) разом із гранями думки Йогачара/Чіттаматра в одне ціле. внутрішньо послідовна, але фундаментально система Мадх'ямака. Його інноваційна інтеграція трьох аспектів у структуру аналізу Мадх’ямака є прикладом унікальних плодів, які приносить користь його історичне місце проживання. Синтез цих трьох основних течій в індійській буддійській філософії був, можливо, його найважливішим внеском, серед багатьох, у індійську буддійську філософську традицію. Цей синтез, який також підхопили його учні, такі як Камалашіла (740–795) і меншою мірою Харібхадра ( бл . 8 ст.), характеризується як остання велика розробка в індійській буддійській філософії.